# Emil Steinbach
Pour les articles homonymes, voir Steinbach.
Emil Steinbach (Lengenrieden (Boxberg), 15 novembre 1849 -  Mayence, 6 décembre 1919) est un chef d'orchestre et compositeur allemand. Il était particulièrement connu pour ses interprétations des œuvres de Richard Wagner. Il a en particulier dirigé la première exécution publique de Siegfried Idyll de Wagner en 1877.
Emil Steinbach est le frère aîné et le premier professeur de musique du compositeur et chef d'orchestre Fritz Steinbach et le grand oncle de Peter Maag. Il a fait ses études avec Hermann Levi au Conservatoire de Leipzig entre 1867 et 1869. Entre 1871 et 1874, il a été Kapellmeister à Mannheim. Entre 1874 et 1877, il a été Hofkapellmeister de l'orchestre du Théâtre de Darmstadt. Il est devenu finalement le premier chef et Directeur musical du Philharmonisches Staatsorchester Mainz (fondé en 1876) de 1877 à 1909. En 1893, il a dirigé Tristan und Isolde et Siegfried de Wagner au Royal Opera House à Covent Garden à Londres, où il a soulevé l'enthousiasme des critiques. Il est mort à Mayence en 1919.
Il a composé des œuvres orchestrales, de la musique de chambre, et des lieder.